# Fort Minor
Fort Minor byl hudební hip hopový projekt rappera a zpěváka Mikea Shinody americké rockové skupiny Linkin Park. 
Shinoda v projektu spolupracoval s umělci jako jsou Common, Styles of Beyond, Black thought, Kenna, John Legend, Jay-Z, Brad Delson a Holly Brook.

## Historie
Mike Shinoda založil Fort Minor v roce 2004. V říjnu 2005 vyšel videoklip k písničce „Remember The Name" a v listopadu téhož roku jejich debutové album The Rising Tied, jehož výkonným producentem byl rapper Jay-Z. Když se píseň „Where'd You Go" dostala na čtvrtou příčku v Billboard Hot 100, prodeje alba stouply o 45%, čímž se album vyšvihlo o 89 příček na 104. místo v Billboard 200. V roce 2006 za píseň „Where'd You Go" získal cenu Ringtone of the Year v MTV Video Music Awards. 
Singl „Remember The Name" se objevil v trailerech i filmech, například ve filmech Gang v útoku, Šmoulové 2, Numb3rs a Hard Knocks.
V listopadu 2006 si dal Shinoda od projektu pauzu, kvůli jeho zaměření na Linkin Park.
Dne 21. června 2015 vydal nový singl s názvem „Welcome".
Po sebevraždě svého velkého kamaráda a zpěváka skupiny Linkin Park Chestera Benningtona v roce 2017 začal nahrávat a vystupovat sám, nikoli v projektu Fort Minor.
V roce 2020 prohlásil že neví co se s projektem bude dít dál.

## Diskografie
Studiová alba
| Název           | Rok  |
| --------------- | ---- |
| The Rising Tied | 2005 |

Mixtapy
- Fort Minor Sampler Mixtape (2005)
- Fort Minor: We Major (2005)

EP
- Sessions@AOL (2006)
- Fort Minor Militia EP (2006)
- Evolution of Mike Shinoda (2023)

Instrumentální alba
- Instrumental Album: The Rising Tied (2005)

## Ocenění
| Rok  | Ocenění              | Nominace                         | Výsledek |
| ---- | -------------------- | -------------------------------- | -------- |
| 2006 | Ringtone of the Year | "Where'd You Go" (s Holly Brook) | Výhra    |